# براندون کارتر
براندون کارتر (به انگلیسی: Brandon Carter) (زاده ۱۹۴۲) فیزیکدان نظری اهل استرالیاست که شهرتش ناشی از کارهای است که در زمینه خواص سیاهچاله‌ها انجام داده‌است و همچنین اینکه اولین فردی است که اصل انسان‌نگر را در شکل معاصر آن نام گذاری و استفاده نموده‌است.